# Coloration au bleu de méthylène de Loeffler
La coloration au bleu de méthylène de Loeffler est une technique de coloration des bactéries décrite en 1884 par F. Loeffler dans sa monographie consacrée à la bactérie pathogène Corynebacterium diphtheriae, responsable de la diphtérie. Reprenant la méthode de R. Koch lui-même, qui lui a permis deux ans plus tôt de colorer les bacilles tuberculeux et de démontrer l'étiologie bactérienne de la tuberculose,, Loeffler emploie une solution alcaline plus concentrée de bleu de méthylène pour colorer rapidement et intensément les Corynébactéries. Cette coloration fait partie des techniques citées par l'OMS pour le diagnostic biologique de la diphtérie, en complément de la coloration de Gram dont les résultats variables ou faussement négatifs sur C. diphtheriae peuvent perturber le diagnostic. Elle s'applique aussi à la coloration d'autres bactéries, notamment Helicobacter pylori.

## Réalisation
Les solutions utilisées pour la coloration sont préparées de la manière suivante, :
- dissoudre 300 mg de bleu de méthylène dans 30 mL d'éthanol absolu (pur) ;
- dissoudre 10 mg (ou 1 mL d'une solution à 10 g/L) d'hydroxyde de potassium dans 100 mL d'eau distillée ;
- mélanger les deux solutions.

Les étapes de la coloration sont les suivantes :
- préparer et fixer (en) le frottis contenant les bactéries ;
- couvrir le frottis de solution alcaline de bleu de méthylène et laisser agir quelques minutes ;
- rincer à l'eau distillée, sécher par tamponnement et observer à l'objectif à immersion.

Un protocole décrit en 1944 combine coloration primaire au bleu de méthylène de Loeffler, décoloration rapide à l'acide sulfurique très dilué et contre-coloration à l'éosine pour visualiser les granules de volutine (en) de C. diphtheriae.

## Domaine d'application et performances
La coloration au bleu de méthylène de Loeffler reste préconisée pour le diagnostic biologique de la diphtérie dans les publications récentes de l'ASM,. Malgré sa sensibilité limitée, elle peut permettre de visualiser au microscope l'aspect classique de C. diphtheriae : bacilles pléiomorphes, rayés ou perlés, aux extrémités parfois élargies (« forme de massue ») par des granules métachromatiques violet rougeâtres, disposés à angle aigu les uns à côté des autres (« en palissade » ou « en lettres chinoises »).
L'application à la détection de H. pylori dans les tissus est décrite depuis les années 1990,. V. Misra et al. rapportent cette utilisation du bleu de méthylène de Loeffler dans plusieurs publications plus récentes, comme colorant unique ou le plus souvent combiné à d'autres techniques,,.
Cette coloration a été mise en œuvre pour le diagnostic de sepsis chez des nouveau-nés par examen direct de la couche leucocytaire du sang total, avec une valeur prédictive positive de 94% (identique au Gram et supérieure à l'orange d'acridine) et une spécificité de 97% (supérieure aux deux autres colorations et à la PCR bactérienne universelle dirigée contre l'ARNr 16S) par rapport à l'approche diagnostique conventionnelle (clinique, biologie et hémocultures). Elle a aussi servi à la visualisation de bactéries aquatiques localisées à la surface et à l'intérieur des cristaux de carbonate de calcium qu'elles avaient formés.